# Герб Магаса
Герб Магаса является официальным символом Магаса — столицы Республики Ингушетия. Утверждён Указом Президента Республики Ингушетия 11 октября 2008 г.
Герб выполнен в виде французского щита. Поле щита красного цвета, символизирующего мужество, радость, победу, неустрашимость и стремление к прогрессу. Щит является олицетворением защиты, воинской чести и доблести. В верхней части щита расположено золотое солнце. Так как Магас является «Городом солнца», неизменный атрибут герба это солнце, как символ мира и процветания.
Солнце — это выражение новых жизненных сил, истины и правды об истории героического народа, жившего и защищавшего Магас. Символ Солнца проявляется в его несокрушимости и вечности.
В центре щита размещен золотой орёл с распростертыми крыльями. Он воплощает собой силу, власть, величие, гостеприимство и возвышенные устремления. Орёл выражает идею возрождения и обновления, а также новое рождение столицы Республики Ингушетия — города Магас, некогда одного из крупнейших городов древнего Северного Кавказа. Орёл представлен в золотом цвете, как символ могущества, постоянства, богатства, великодушия, силы, чистоты, величия, справедливости и высшей духовности.
На груди орла ингушский щит красного цвета с изображением золотого солярного знака с тремя завитками, направленными против часовой стрелки. Солярный знак с левым направлением лучей считается мужским, означает весенний прилёт птиц, а также три положения солнца: на восходе, в зените и на закате. Три луча трикветра могут обозначать и три высших ценностей — веру, знание и добродетельное поведение, а также три лика времени — прошлое, настоящее и будущее, как символ вечного движения мира.